# 徐樂
徐樂（？—？），燕無終人，西汉官员。
汉武帝时任郎中。前128年，徐乐曾上书汉武帝，留下“天下之患在乎土崩，天下之患不在瓦解”的警句。“土崩”是说人民穷困、怨声载道、继而起事，而“瓦解”则是指存有异心的贵族发动叛乱。徐乐反思秦朝的灭亡，希望武帝能够体察民情，消除没有爆发的隐患，这样三代之礼便能得以复兴。

## 延伸阅读
[在维基数据编辑]
 《漢書·卷064上》，出自班固《漢書》
 《漢書/卷064下》，出自班固《漢書》